# Frédérique Robert
Frédérique Robert (Mol, Bélgica, el 25 de enero de 1989) es un ciclista belga profesional entre 2011 y 2016.
Antes de ser profesional fue un destacado amateur, con varios campeonatos nacionales en su haber.
En 2011 debutó con el equipo QuickStep y en 2012 fichó por el Lotto Belisol Team. Tras estar dos años en el Lotto fichó en 2014 por el Wanty-Groupe Gobert.

## Palmarés
2008 (como amateur)
- 1 etapa del Triptyque des Monts et Châteaux
- Gooikse Pijl

2010 (como amateur)
- 1 etapa del Triptyque des Monts et Châteaux
- Kattekoers

2013
- 2 etapas de la Tropicale Amissa Bongo

2014
- 2 etapas de la Tropicale Amissa Bongo[1]

## Equipos
- QuickStep (2011)
- Lotto Belisol (2012-2013)
  - Lotto Belisol Team (2012)
  - Lotto Belisol (2013)
- Wanty-Groupe Gobert (2014-2015)
- Crelan-Vastgoedservice (2016)